# David McBride
David William McBride (Sídney, 15 de diciembre de 1963) es un activista, exmilitar del ejército británico y abogado del ejército de Tierra de Australia. En 2016, McBride facilitó a la cadena Australian Broadcasting Corporation  (Corporación de Radiodifusión Australiana, ABC) documentos que contenían información sobre crímenes de guerra cometidos por soldados australianos en Afganistán.
En 2018, la denuncia de irregularidades le supuso la acusación de varios delitos relacionados con la divulgación ilegal de documentos de la Commonwealth. En 2023, se declaró culpable de los cargos. Y el  14 de mayo de 2024 fue condenado a 5 años y 8 meses de prisión.

## Biografía
McBride nació en 1963, hijo de William McBride, obstetra en Sídney, y Patricia McBride, también médico. Se licenció en Derecho en la Universidad de Sídney y luego obtuvo una beca para cursar una segunda licenciatura en la misma materia en la Universidad de Oxford.

### Filtración de documentos militares
En 2016, McBride filtró documentos militares clasificados a la Australian Broadcasting Corporation (ABC). McBride ya había manifestado anteriormente su preocupación en las Fuerzas de Defensa australianas por los peligros que percibía por unas normas de enfrentamiento cada vez más restrictivas y por la naturaleza de las investigaciones sobre miembros de las fuerzas especiales  La ABC encontró pruebas de crímenes de guerra y publicó la información en su publicación de 2017: «The Afghan Files». McBride no estaba, supuestamente, de acuerdo con la información de la ABC sobre sus documentos.

### Detención
En septiembre de 2018, McBride fue detenido en el aeropuerto de Sídney y acusado de robo de bienes de la Commonwealth en contra de lo dispuesto en el artículo 131(1) de la Ley del Código Penal de 1995; en marzo de 2019 fue acusado de otros cuatro delitos: tres de infracción del artículo 73A(1) de la Ley de Defensa de 1903; y otro de "revelar ilegalmente un documento de la Commonwealth en contra de lo dispuesto en el artículo 70(1) de la Ley de Delitos de 1914". McBride se declaró inocente de cada uno de los cargos en una vista preliminar celebrada el 30 de mayo de 2019  Su equipo legal incluía a Nick Xenophon y Mark Davis. 
En octubre de 2022, se informó de que el caso contra McBride iría a juicio. McBride y sus abogados habían intentado que se retirara la acusación solicitando protección en virtud de la legislación australiana sobre denunciantes. Esta solicitud se basaba en el testimonio experto de dos testigos. Sin embargo, el Gobierno australiano se movilizó para impedir que se escuchara su testimonio por motivos de seguridad nacional. En consecuencia, McBride y su equipo retiraron la solicitud de detener el juicio alegando que "había pocas perspectivas de éxito sin sus pruebas".

### Juicio
Durante el juicio, los abogados de McBride declararon que actuó movido por su preocupación por la naturaleza de la "excesiva investigación de soldados" por parte de las Fuerzas de Defensa en Afganistán  McBride creía que las investigaciones eran un "ejercicio de relaciones públicas" para compensar anteriores acusaciones públicas de crímenes de guerra. El juez David Mossop declaró que "la forma en que lo ha explicado es que los mandos superiores podrían haber estado actuando ilegalmente al investigar demasiado a estas personas, y que ese era el origen de la ilegalidad que se estaba poniendo de manifiesto" La fiscalía expresó su preocupación por el hecho de que el personal militar pudiera "actuar por referencia a algo tan nebuloso como el interés público".
McBride se declaró culpable el 17 de noviembre de 2023.  La declaración se produjo después de que el juez Mossop dictaminara que instruiría al jurado entrante en el sentido de que McBride no estaba obligado a actuar en interés público en virtud de su juramento de servicio. También se permitió al Gobierno reclamar la inmunidad de interés público para los documentos que el equipo de defensa de McBride pretendía utilizar. No se admitió recurso contra ninguna de las dos decisiones, y el 14 de mayo de 2024, McBride fue condenado a cinco años y ocho meses de prisión. 